# Kojak (caramel)
Kojak és un caramel dur en forma de bola i enganxat a un pal (tipus xupa-xups), farcit de xiclet, que deu el seu nom al protagonista de la sèrie de televisió Kojak, el tinent Kojak. És un producte del fabricant Fiesta, que també produeix la piruleta en forma de cor, el pica-pica Fresquito o el caramel Lollipop.
Juan Eugenio Mayoral Renovales, fundador de l'empresa, va aprofitar l'aparició de la sèrie de televisió Kojak a l'estat espanyol el maig de 1975 per treure al mercat un caramel amb pal utilitzant l'invent que havia fet José Angel Mayoral Ortiz per farcir-lo de xiclet, esdevenint el primer caramel farcit de xiclet al món. En un dels primers episodis de la sèrie el tinent Theo Kojak (interpretat per Telly Savalas), deixa de fumar i canvia els cigarrets per aquest tipus de caramel (els estatunidencs Tootsie Pops), fet que va ajudar a popularitzar-lo ràpidament. Mayoral Renovales havia tingut coneixement prèviament, a través d'un proveïdor seu del Regne Unit, que aquesta sèrie estava de moda i que en ella el seu protagonista estava constantment amb un "caramel amb pal" a la boca. Així, va comprar la llicència del caramel i va poder fer-ne el llançament juntament amb l'aparició de la sèrie a les pantalles a l'estat espanyol. Per a la seva promoció, van rodar una sèrie d'anuncis en els quals apareixia un doble de l'actor llepant el xupa-xups.
El ritme de creixement de les vendes de caramels durs amb pal farcits de xiclet és d'un 8 % anual, dels quals un 90 % correspon als Kojak. Malgrat que el clàssic és de cirera, també n'hi ha hagut amb gust de síndria, maduixa i nata o cola; fins i tot sense sucre afegit. Fiesta va crear també la versió Mega Kojak, més gran.
L'any 2008 es va batre un rècord Guinness en el qual 13.000 persones van menjar un Kojak alhora, trobada que va ser organitzada per Fiesta.

## Kojak hongarès
Existeix una versió hongaresa d'aquest confit, fabricada per Mezőberény Sweet Food Kft. Es tracta d'una piruleta amb gust de vainilla coberta de xocolata, però també està disponible en sabor xocolata, xocolata blanca coberta, sabor rosa maduixa i iogurt i, des del 2018, també en diverses versions a base d'herbes. Aquest caramel es produeix des del 1965 (abans de l'estrena de la sèrie el 1973) segons la recepta original, tot i que no va començar a comercialitzar-se amb el nom del personatge fins al 1997.